# Polly Scattergood
Polly Scattergood (Colchester, 18 ottobre 1986) è una cantautrice britannica.

## Biografia
Originaria di Colchester (Inghilterra), all'età di 16 anni si è trasferita a Londra per studiare alla BRIT School. 
Dopo aver incontrato Daniel Miller ha firmato un contratto con la Mute Records.
Nel marzo 2009 ha pubblicato il suo eponimo album d'esordio.
Il suo secondo disco è uscito nell'ottobre 2013.

## Discografia
Album studio
- 2009 - Polly Scattergood
- 2013 - Arrows